# Wilson lo zuccone
Wilson lo zuccone (Pudd'nhead Wilson) è un romanzo dello scrittore statunitense Mark Twain apparso dapprima a puntate su una rivista nel 1893-94 e in volume nel 1894. La trama ruota attorno a due ragazzi nati nello stesso giorno nello stato schiavista del Missouri, entrambi di incarnato chiaro e molto somiglianti fra di loro: uno, nato in schiavitù, l'altro in libertà in una ricca famiglia patrizia; scambiati poco dopo la nascita, ciascuno dei due cresce ricoprendo il ruolo sociale dell'altro.

## Genesi dell'opera
Inizialmente, attorno al dicembre 1891, Mark Twain abbozzò un racconto umoristico, da intitolare Those Extraordinary Twins (in italiano: I gemelli straordinari), di cui erano protagonisti due gemelli siamesi; lo scrittore era infatti rimasto impressionato dai gemelli italiani Giacomo e Giovanni Battista Tocci, i quali quell'anno si erano esibiti negli Stati Uniti. Durante il processo di scrittura, tuttavia, Twain si rese conto che alcuni personaggi (Wilson, la mulatta Roxy, Tom Driscoll) assumevano un ruolo centrale rispetto ai gemelli siamesi, e che il tono del racconto da leggero diventava cupo. In una lettera del 4 agosto 1892 comunicò l'inizio di Pudd'nhead Wilson, un romanzo tragico in cui compaiono come personaggi secondari due fratelli gemelli monozigoti di origine italiana.. Pudd'nhead Wilson (in italiano: Wilson lo zuccone) apparve dapprima in sette puntate sul mensile newyorkese The Century Magazine, dal dicembre 1893 al numero di giugno 1894; dopo revisione, fu pubblicato in volume nel novembre 1894 sia in Inghilterra che negli USA; l'edizione statunitense conteneva anche il racconto Those Extraordinary Twins.

## Trama
Il romanzo è ambientato a Dawson's Landing, una cittadina immaginaria del Missouri sulla sponda orientale del fiume Mississippi nella prima metà del XIX secolo. Nel 1830 giunge a Dawson's Landing un giovane avvocato, David Wilson; una sua battuta di spirito viene fraintesa, per cui gli abitanti del luogo lo soprannominano "Pudd'nhead" (in italiano: "zuccone"). Privo di clienti, Wilson non esercita l'avvocatura e si guadagna da vivere facendo il contabile; ha l'hobby di raccogliere impronte digitali.
Roxy, una giovane ventenne nel 1830, nonostante la carnagione chiarissima (è nera solo per una sedicesima parte), è una schiava di proprietà del finanziere Percy Northumberland Driscoll. Roxy ha avuto da un ottimate bianco un figlio, chiamato Valet de Chambre, destinato come la madre a essere uno schiavo. Angosciata per la sua condizione servile, Roxy scambia nella culla il proprio figlio naturale con Tom Driscoll, il figlio del suo padrone che Roxy tiene a balia dopo la morte della madre. I due ragazzi crescono pertanto ricoprendo ruoli invertiti: il figlio biologico di Percy Driscoll diventerà "Chambers" e crescerà nel quartiere degli schiavi, il figlio biologico della schiava Roxy sarà "Tom", l'erede dei Driscoll. Morto Percy Driscoll, "Tom" viene allevato dallo zio, il giudice York Driscoll: crescerà come un giovane viziato e vizioso, ma finge di avere un comportamento corretto per paura che lo zio lo diseredi.
Nel 1845 Roxy viene affrancata e lavorerà come cameriera su un battello fluviale. Quando, otto anni dopo, lascia il lavoro, Roxy scopre che la banca in cui erano depositati i suoi risparmi è fallita; torna a Dawson's Landing per chiedere aiuto a "Tom". Costui però rifiuta con tale cattiveria e arroganza che Roxy gli racconta la verità sulla sua nascita. Tom (dedito al furto per appianare i debiti di gioco) ottiene la complicità della madre; ma non esita poi a venderla come schiava "a valle del fiume", in luoghi cioè dove la condizione degli schiavi è peggiore. 
Nel frattempo giungono a Dawson's Landing Luigi e Angelo Capello, due nobili italiani, gemelli monozigoti, che suscitano dapprima la curiosità della popolazione; in seguito tuttavia i due italiani sono sospettati dei furti, compiuti in realtà da "Tom" per pagare i debiti di gioco e impedire che lo zio lo diseredi. Sorpreso dallo zio durante un furto, "Tom" lo uccide e fa ricadere la colpa su uno degli italiani, Luigi. Wilson assume la difesa dell'italiano e durante il processo, grazie alla sua collezione di impronte digitali, dimostrerà lo scambio di identità, l'innocenza dell'italiano e la colpevolezza di "Tom". Costui sarà venduto come schiavo "a valle del fiume"; "Chambers" sarà riconosciuto erede dei Driscoll, ma la sua esistenza non cambierà in meglio:
(Mark Twain, Wilson lo svitato, traduzione di Franco Cordelli, Milano, Garzanti, 1979, p. 184)

## Struttura del romanzo

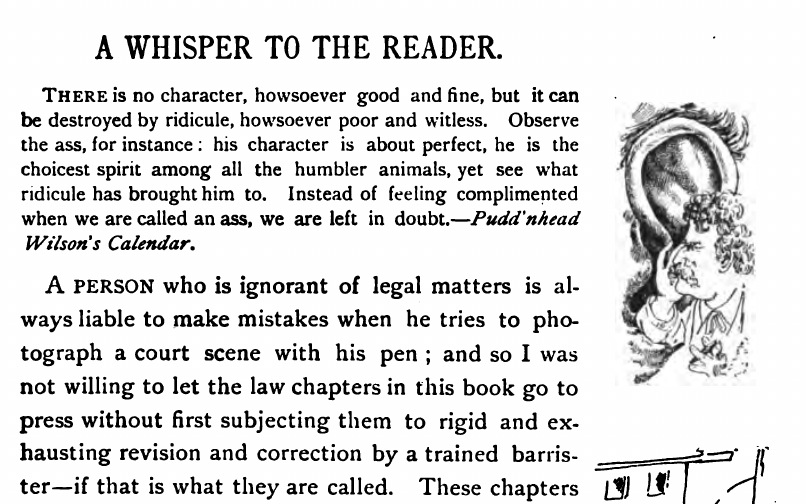
Whisper to Readers ("Una parolina confidenziale al lettore") nella prima edizione statunitense del romanzo, Harpers & Brothers, 1894

Wilson lo zuccone comprende un'introduzione dell'autore ("Una parolina confidenziale al lettore"), ventuno capitoli e un epilogo. A epigrafe di ciascun capitolo, una o due massime umoristiche tratte da un "Pudd'nhead Wilson Calendar" ("Calendario di Wilson lo Svitato"). Twain continuò a presentare le massime dal "Pudd'nhead Wilson Calendar" anche in due opere successive: Following the equator (Seguendo l'equatore: un viaggio intorno al mondo) e nella raccolta postuma More Maxims of Mark.

## Critica
Il cambiamento nel progetto narrativo, da un racconto umoristico dedicato a due gemelli siamesi a un romanzo sociale incentrato su temi quali il razzismo e la relazione fra l'ereditarietà e l'ambiente, ha portato talora a squilibri narrativi. Massimo Bacigalupo ritiene questo romanzo «sgangherato nella commistione di umorismo, poliziesco, occultismo e melodramma e nel gioco alla Tom Sawyer delle due coppie di gemelli. Ma l'elemento razziale e determinista, ossessivamente presente, gli conferisce un carattere inquietante, e Wilson con le sue freddure (poste ad epigrafe dei capitoli) è l'altra faccia della saggezza utilitaristica americana».
Intorno alla figura dei due Tom, il vero e il falso, Gladys C. Bellamy ha ipotizzato che Mark Twain abbia espresso due differenti e contrastanti teorie. Il vero Tom Driscoll il quale, nato in una famiglia aristocratica ma allevato come schiavo, si comporterà da schiavo anche una volta ne sia stata riconosciuta l'identità e sia stato reintegrato nel ruolo sociale che gli competeva per nascita, illustrerebbe la teoria dell'influenza dell'ambiente e dell'educazione sulla natura; il falso Tom, ossia il figlio biologico di Roxy allevato dai Driscoll ma incline al male, illustrerebbe l'opposta teoria che la natura innata di un uomo sia refrattaria all'educazione.
Una funzione importante, nella soluzione del romanzo, è svolta dalla collezione di impronte digitali, il passatempo preferito di Wilson. Nei primi anni novanta dell'Ottocento la conoscenza scientifica delle impronte digitali era ai primi passi. Anne P. Wigger scrive che la fonte a cui ha attinto Twain è stato il volume Finger Prints di Francis Galton uscito per l'appunto nel 1892.

## Trasposizioni
- Pudd'nhead Wilson - film muto del 1916 diretto da Frank Reicher[11].
- Pudd'nhead Wilson - film TV del 1981 diretto da Alan Bridges[12].

## Edizioni
In lingua originale
- (EN) The tragedy of Pudd'nhead Wilson : and the comedy Those extraordinary twins, Hartford, Conn., Harpers & Brothers, 1894.
- (EN) Puddʼnhead Wilson : a tale, illustrazioni di Louis Loeb, London, Chatto & Windus, 1894.

Traduzioni in lingua italiana
- Wilson lo zuccone, traduzione di Alberto Tedeschi, Milano, Rizzoli, 1949.
- Wilson lo svitato, traduzione di Franco Cordelli, Milano, Garzanti, 1979.
- Ada Gagliardi (a cura di), Wilson lo svitato, traduzione di Daniela Padoan, Milano, Bompiani, 1987.
- Wilson testamatta, Bergamo, Juvenilia, 1987.
- Wilson il picchiatello, traduzione di Enzo Giachino, illustrazioni di Cinzia Ghigliano, Torino, Emme, 1991, ISBN 88-06-12391-2.
- Wilson lo zuccone ; I gemelli straordinari, traduzione di Luciana Branciardi, Milano, Rizzoli, 1992, ISBN 88-17-16887-4.
- Wilson lo zuccone, traduzione di Isabella Bruschi, Torino, Edisco, stampa 1998, ISBN 88-441-1501-8.
- Livio Crescenzi e Silvia Zamagni (a cura di), Wilson lo svitato e i gemelli straordinari, Fidenza, Mattioli 1885, 2012, ISBN 978-88-6261-305-7.